# Letheobia acutirostrata
Letheobia acutirostrata — вид змій родини сліпунів (Typhlopidae). Ендемік Демократичної Республіки Конго.

## Поширення і екологія
Letheobia acutirostrata мешкають в околицях озера Тумба на північному заході ДР Конго. Зустрічаються на висоті до 300 м над рівнем моря.